# 绿花党参
绿花党参（学名：Codonopsis viridiflora）为桔梗科党参属的植物，为中国的特有植物。分布于中国大陆的陕西、甘肃、宁夏、青海、四川等地，生长于海拔3,000米至4,000米的地区，见于高山草甸及林缘，目前尚未由人工引种栽培。